# Боят (Агджабединский район)
Боят (азерб. Boyat) — село в Боятском административно-территориальном округе Агдажбединского района Азербайджана.

## Этимология
Название происходит от сельджукско-огузского племени боят.

## История
Село основано в 1747 году при строительстве крепости Баят Панах Али-ханом.
Село Баят в 1913 году согласно административно-территориальному делению Елизаветпольской губернии относилось к Зангишалинскому сельскому обществу Шушинского уезда.
Согласно результатам Азербайджанской сельскохозяйственной переписи 1921 года, Боят входил в Караханлинское сельское общество Шушинского уезда Азербайджанской ССР.  Численность населения составляла 605 человек (148 хозяйств), преобладающей национальностью являлись тюрки азербайджанские (азербайджанцы).
В 1926 году согласно административно-территориальному делению Азербайджанской ССР село относилось к дайре Агдам Агдамского уезда.
После реформы административного деления и упразднения уездов в 1929 году был образован Боятский сельсовет в Агджабединском районе Азербайджанской ССР.
Согласно административному делению 1961 и 1977 года село Боят входило в Боятский сельсовет Агджабединского района Азербайджанской ССР.
В 1999 году в Азербайджане была проведена административная реформа и внутри Боятского административно-территориального округа был учрежден Боятский муниципалитет Агджабединского района.

## География
Боят расположен в Карабахской степи, на трассе Агджабеди-Агдам.
Село находится в 30 км от райцентра Агджабеди и в 308 км от Баку. Ближайшая железнодорожная станция — Агдам (действующая — Халадж).
Село находится на высоте 158 метров над уровнем моря.

## Население
| Численность населения | Численность населения | Численность населения | Численность населения | Численность населения |
| 1886                  | 1976                  | 1984                  | 1999                  | 2009                  |
| --------------------- | --------------------- | --------------------- | --------------------- | --------------------- |
| 89                    | ↗1026                 | ↗1300                 | ↗1626                 | ↗1717                 |

Население преимущественно занимается хлопководством, животноводством и выращиванием зерновых.

## Климат
Среднегодовая температура воздуха в селе составляет +14,0 °C. В селе полупустынный климат.

## Инфраструктура
В советское время в селе располагались средняя школа, два клуба, библиотека, отдел связи.
В селе расположены почтовое отделение, средняя школа, музыкальная школа, детский сад, дом культуры, 3 библиотеки, участковая больница, отдел связи.

### Памятники истории и культуры
В результате раскопок в селе обнаружены многочисленные памятники истории и культуры. В селе Боят расположены: курганы Кышалты-тепе, Калак-тепе, Кабиристанлык-тепе (бронзовый век), развалины города (средние века), крепость Баят (1747)